# 馬祖里人

馬祖里人的旗幟

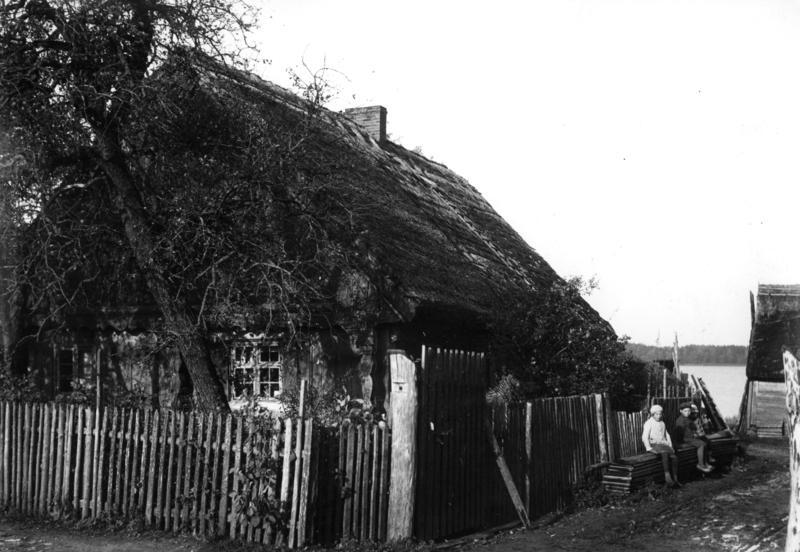
典型的湖邊馬祖里人農舍, 東普魯士, 1931年

馬祖里人 (波蘭語：Mazurzy；馬祖里方言：Mazurò）是一个傳統上居住於今天波蘭的瓦爾米亞-馬祖里省的小型次族羣。在2011年的波兰人口普查中，有1376人認爲自己的第一身份或者是第二身份爲馬祖里人。 在第二次世界大战和战后對德意志人的驱逐之前，馬祖里人曾是一個16世紀新教改革後的幾個世紀裏生活在東普魯士的南部的人數占优的民族。今天，大多數馬祖里人生活在德國和其他地方。
像大多數東普魯士居民一樣，他們偏愛新教並且在1525年接受了信義宗。當普魯士公爵阿爾布雷希特將普魯士世俗化並且改宗了新教後，信仰罗马天主教的瓦尔米亚人和马索维安人則沒有受到影响，因为他们居住的部分属于波兰王国。
在第二次世界大战後，许多馬祖尔人因为信仰新教而不被视为波兰人、归类为德国人因此大部分人和德意志人一起被波兰驅逐或在1956年後从今波蘭移民到戰後的德國。儘管他們中的大多數移居去了西德，也有一些人最終留在了東德。

## 歷史

馬祖里人農舍

### 十九世紀的馬祖里人

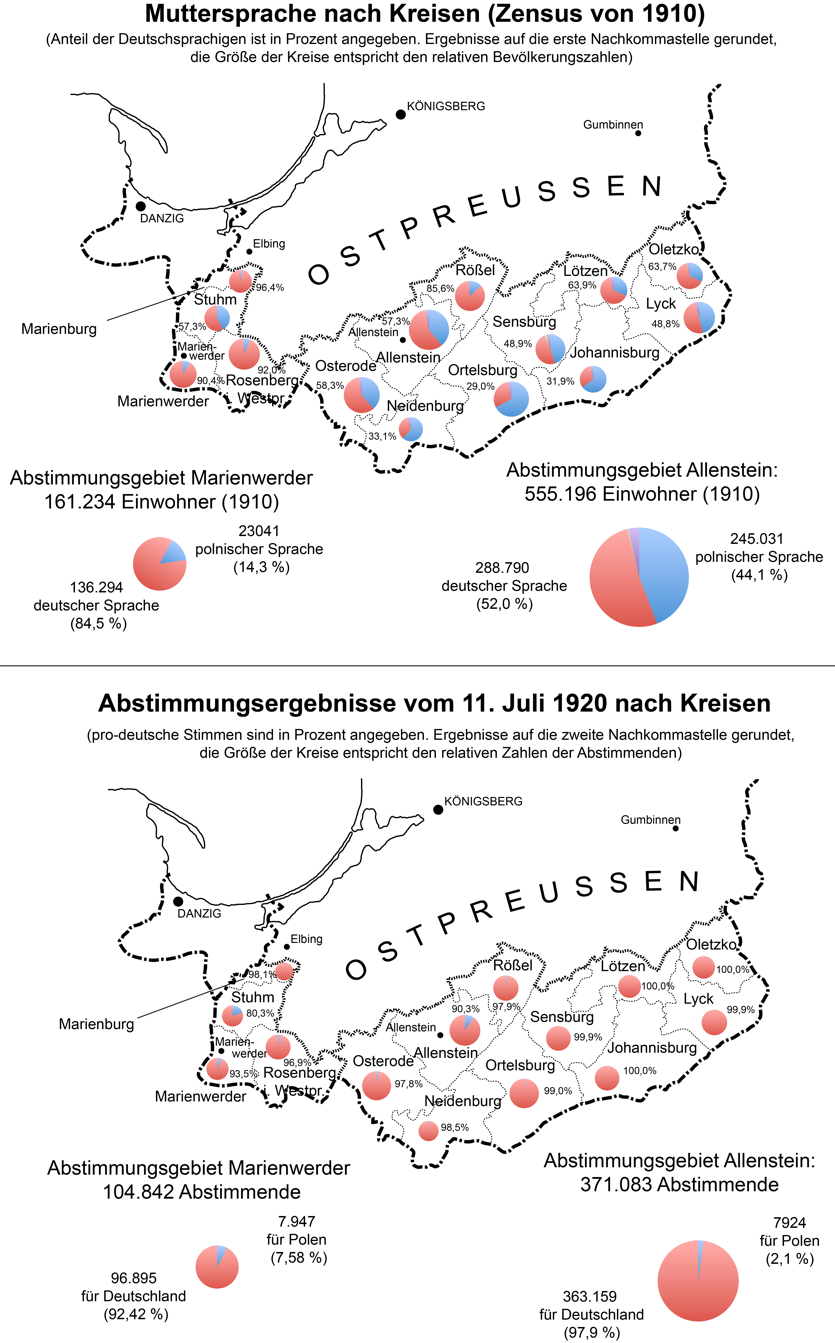
东普鲁士南部的語言，依據1910年普魯士人口普查和1920年东普鲁士公投結果，结果是马祖里亚地区压倒性地支持留在德国